# Paula Carballeira
Paula Carballeira (Maniños, Fene, 7 de Setembro de 1972). Contacontos, actriz e literata galega.
Desde muito nova, mostrou queda pela literatura e o teatro. Estudou Filologia Hispânica na Universidade de Compostela e lá começou a aprofundar nas suas inclinações.
Desde a década de 90, converteu-se em pioneira de conta-contos na Galiza, actividade que tem levado a diferentes festivais de narração oral na Galiza, Portugal, Brasil, Chile, Costa Rica ou em diferentes lugares do Estado espanhol. Também tem participado em ateliês para ensinar a contar contos.
Na actividade como conta-contos, destacam as adaptações de contos de todo o mundo, com uma temática sempre respeitadora com a condição das mulheres e com os mais fracos, a esmerada escolha da gestualidade, as vozes e os sons e o ritmo narrativo, tudo agasalhado por um humor inteligente.
Como actriz e directora teatral, é integrante da companhia de teatro Berrobambán, que nasceu no ano 95 como associação teatral para potencializar diferentes manifestações artísticas e culturais.
Tem colaborado como locutora na Rádio Galega e na Televisão da Galiza em séries como Pepe o inglés ou Libro de Família.
Trabalhou como actriz nas curtas-metragens: The End (2000) e Hai que botalos (2005)
Como escritora, dedica-se á literatura infantil e juvenil, preferentemente à narração, e muitos dos seus livros estão em versão portuguesa e traduzidos para catalão, basco, castelhano, inglês e coreano. Tem um poemário, Contatrás muito influído pelos contos, e com a sua peça de teatro Boas noites ganhou o I Prémio Manuel Maria de Literatura Dramática Infantil.

## Obra literária
- A percura (1990)
- Robín e a Boa Xente (1995)
- Troulas, andainas, solpores e unha farsa anónima (1996)
- Mateo (1999)
- Olo-iepu-iepu (1999)
- Un porco e unha vaca xa fã zoolóxico (1999)
- Correo Urxente (2001)
- Paco (2001)
- O ganso pardo (2002)
- Longa língua: Os contos da Mesa,VV. AA. (2002)
- A era de Lázaro (2004)
- Contatrás (2006)
- Smara (2006)
- Boas noites (2007)
- A casa redonda (2008)